# Oepfershausen
Oepfershausen település Németországban, azon belül Türingiában. Lakosainak száma 461 fő (2017. december 31.). Oepfershausen Oberkatz, Unterkatz, Wahns, Schwallungen és Friedelshausen községekkel határos.

## Népesség
A település népességének változása:

| 2017 | 461 |